# Ibrahim Amada
Pour les articles homonymes, voir Amada.
Ibrahim Samuel Amada, né le 28 février 1990 à Antananarivo, est un footballeur international malgache. Il évolue au poste de milieu.

## Biographie
Il joue son premier match en équipe de Madagascar le 11 octobre 2008, contre la Côte d'Ivoire. Ce match, perdu 3-0, entre dans le cadre des éliminatoires du mondial 2010.
Il participe à la Ligue des champions d'Afrique et à la Coupe de la confédération avec les clubs de l'ES Sétif et du MC Alger.

## Palmarès
- Champion d'Algérie en 2017 avec l'ES Sétif
- Vice-champion d'Algérie en 2013 avec l'USM Harrach
- Vainqueur de la Coupe d'Algérie en 2011 avec la JSK
- Finaliste de la Coupe d'Algérie en 2018 avec l'ES Sétif